# Tréauville
Tréauville är en kommun i departementet Manche i regionen Normandie i norra Frankrike. Kommunen ligger i kantonen Les Pieux som tillhör arrondissementet Cherbourg. År 2022 hade Tréauville 727 invånare.

## Befolkningsutveckling
Antalet invånare i kommunen Tréauville
| Referens: INSEE |